# Сорочак Володимир Григорович
Володимир Сорочак (Псевдо: Беркут, * 22 лютого 1922, с. Явірник-Руський, Перемишльський повіт, (тепер Польща) — † 5 лютого 2010, м. Чикаго, США) — командир куреня УПА "Вовки" і ТВ-28 «Данилів».

## Життєпис
Народився 22 лютого 1922 року в сім’ї Григорія і Анни (до шлюбу) Михно, в українському селі Явірник-Руський (тепер Перемишльський повіт Польщі).
У 1942 році закінчив гімназію в місті Ярославі. З 1942 по 1943 навчався на медичному факультеті Львівського Університету.
У 1943-1944 примусово мобілізований німцями до Бавдінсту. З травня 1944 року у підпіллі.. З липня до 20 листопада 1944 року був курсантом Старшинської школи УПА «Олені», яку закінчив зі ступенем булавного.
З листопада 1944 до травня 1945 був командиром охорони старшинської школи. Потім отримав підвищення до старшого булавного та переведений до Воєнної Округи «Сян», що на Закерзонні, де з червня до вересня був інструктором партизанської тактики в підстаршинській школі УПА на Перемищині.
У жовтні 1945 організовує сотню і командує нею до квітня 1946 року. З квітня до жовтня 1946 р. виконує обов’язки інструктора на Ярославщині.
1 листопада 1946 р. призначений командиром 28-го Тактичного Відтинку «Данилів» (Холмщина) і командиром куреня “Вовки”. В той час його підвищено до ступеня хорунжого. Під час Акції «Вісла», 9 червня 1947 був поранений в обидві ноги і лікувався до вересня.
30 вересня 1947 р. вирушив у рейд на Захід і прибув до Німеччини 19 січня 1948 року. У Німеччині у 1949 р. підвищений ЗП УГВР до ступеня сотника.
Як член Рейдуючих частин УПА був також членом Місії УПА та членом редколегії журналу “До Зброї”, в якому написав декілька коротких спогадів.
У 1955 році емігрував до США і проживав у Чикаго, був одним із засновників Об’єднання колишніх вояків УПА США і Канади, а також довгі роки фінансовим секретарем та головою.
Від самого початку заснування Видавництва “Літопис УПА” до його смерті був членом Видавничого комітету.